# Чадак
Чадак (узб. Chodak) — посёлок городского типа в Узбекистане. Расположен на севере Ферганской долины, к югу от посёлка Алтынкан, на реке Чадак (Чаадаксай), правом притоке Сырдарьи. Входит в Папский район Наманганской области.